# Château de la Trolanderie
Le château de la Trolanderie est situé sur la commune de Curis-au-Mont-d'Or dans la métropole de Lyon. Le domaine de Curis-au-Mont-d'Or ou domaine de la Trolanderie est situé sur les deux communes de Curis-au-Mont-d'Or et de Poleymieux-au-Mont-d'Or au lieu-dit la Forêt.
Le domaine du château de Curis est parfois appelé « domaine de la Trolanderie ». Plusieurs explications étymologiques sont avancées, dont un rattachement sémantique au « treuil » du moulin à eau. En tout état de cause le terme « trolanderie » est attesté depuis les années 1920, il est d'ailleurs utilisé sur les cartes postales du début du XXe siècle. Il est naturellement utilisé par le Ministère de la culture dès 1987 lors des étapes de protection du domaine (inscription), et repris sur la base Mérimée depuis cette date. Il ne s'agit donc pas d'un terme commercial, utilisé à mauvais escient par un promoteur immobilier, comme cela peut parfois être indiqué à tort dans certaines notices modernes.

## Histoire
(novembre 2013).
La maison forte a été érigée au cœur d’une châtellenie foncière, par le comte, à la fin du XIIe siècle. Dépendant de celui de Saint-Germain, le comte y reçoit les hommages de ses vassaux détenant un fief, contre une rétribution, l’alleu. Le chevalier G. de Marchamp, co-seigneur de Poleymieux, reconnaît ainsi en 1209 « tenir en fief… toutes ses possessions dans la villa de Curis depuis l’eau (la naissance du Thou) jusqu’à Saint-Germain ». En 1213, elles sont cédées à G. de Collonges, chanoine du chapitre Saint-Jean.
Le château passe au XIIIe siècle aux mains de la famille d'Albon. Cette illustre famille a fourni de nombreux membres aux abbayes de l'Île Barbe et de Savigny, 23 chanoines de Saint-Jean et des gouverneurs à Lyon. André d'Albon, pratiquant la banque en 1265, acquiert le petit fief de Curis et joue, comme ses trois fils, un grand rôle dans l’émancipation de la ville et sa réunion au Royaume.
Vient une période durant laquelle le château passe de main en main car en 1642, les d’Albon abandonnent Curis au profit de nouveaux venus sur la scène lyonnaise, la famille de Neufville de Villeroy, marchands de poissons qui, gravitant dans l’entourage royal, avaient accédé à la noblesse au XVIe siècle grâce à des charges publiques. Charles de Neufville, épousant la fille du gouverneur du Lyonnais, hérite de cette fonction qu’il transmet à son fils Nicolas, lequel l’abandonne à son frère Camille. Camille de Neufville de Villeroy, abbé d’Ainay, achète la seigneurie de Curis afin de constituer son marquisat de Vimy. Cumulant bientôt pouvoir politique et religieux en tant qu’archevêque de Lyon, Camille de Neuville revend trois ans plus tard le domaine à L. de la Veuhe, notable issu d’une famille de marchands foréziens et tenant de son père la charge de trésorier de France (percepteur de la taille), une fonction d’ailleurs exercé par la plupart des seigneurs qui se succèdent au château jusqu’à la Révolution. Ce percepteur, devenu prévôt et comte de Chevrières, reste célèbre dans les annales lyonnaises pour avoir fait bâtonner le receveur Lanchenu (seigneur de la Barollière à Limonest). En 1677, sa fille vend le château à Louis Bay qui, décédé en 1720 dans son hôtel de Bellecour, laisse l’une des plus riches collections de peinture du temps (des Rubens, un Tintoret…), inventoriée par le peintre Daniel Sarrabat. Ce dernier est à l’origine de cinq toiles réalisées pour la chapelle du château, encore présentes en 1823.
En 1769, l’acte de vente passé par G. de la Font à Roze Achalle, veuve d’un capitaine de l’île de la Grenade, énumère une dizaine de pièces à chaque étage correspondant au plan actuel, ainsi qu’un grand salon garni de statues de marbre logées dans des niches. L’abondance du mobilier, la diversité des tissus comme l’usage des poêles en faïence évoquent un cadre raffiné et un goût nouveau pour le confort. La nouvelle propriétaire s’adresse à l’architecte urbaniste lyonnais Jean-Antoine Morand pour moderniser la façade sud et surtout aménager les jardins, bientôt ornés d’un grand bassin rectangulaire qui figure au premier plan de l’un des tableaux peints en 1774 par Lallemand pour le grand salon. Le château a été acheté le 18 juillet 1781 par Jean-Louis Bœuf de Curis à Rose de Franceschi, veuve d'un ancien major et qui habitait rue Sainte-Hélène à Lyon.

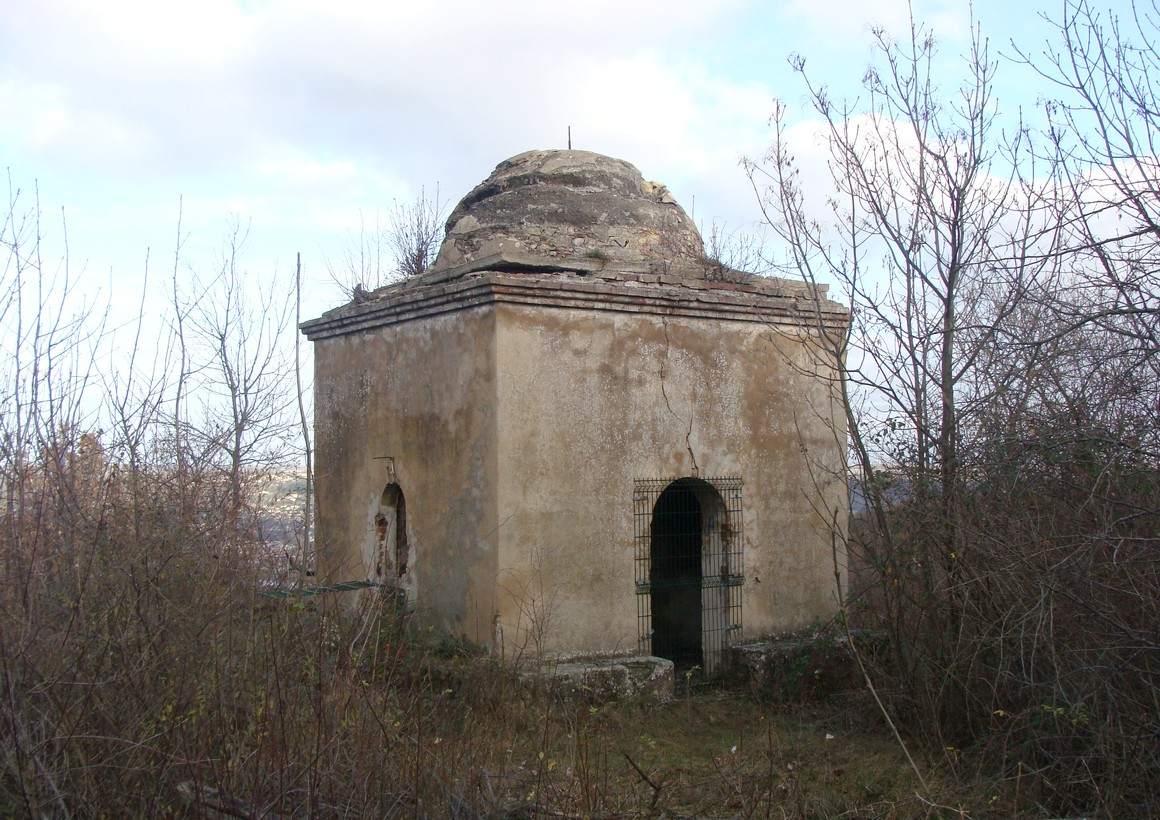
Le marabout, dans le parc, sur la colline, état actuel.

En 1793, le château et ses 50 hectares sont déclarés «Bien National» puis restitués au fils de J.-L. Bœuf de Curis, lequel épouse albine Morand de Jouffrey, nièce de l'architecte J-A.Morand, passent en 1807 à Camille Meaudre de Sugny qui avait épousé Melle Beuf et en 1824, leur fille hérite d’une propriété exclusivement viticole qui, en dépit de la création d’un salon marocain et du Marabout, périclite peu à peu, passe aux Ponchon de St-André en 1844 qui le mettent en vente en 1879, le seul revenu agricole étant la vigne, détruite à cette date par le phylloxéra. En douze ans, trois propriétaires successifs : de Vauxonne, de Chazelles, Teyssier, qui laissent l’ensemble se dégrader, faute de moyens financiers.
En 1890, rachat par Germain Falcot, riche industriel lyonnais, qui le sauve de la ruine en entreprenant de très gros travaux de rénovation, et fait remodeler le parc par l'architecte paysagiste Gabriel Luizet. Vers 1930, à la mort de madame Falcot, rachat par l’école Ozanam de Lyon, qui en fait un lieu de sortie pour ses élèves, puis progressivement un petit internat. En 1940, alors que Lyon est bombardé, l’internat est utilisé pour mettre les petits pensionnaires en sécurité puis en 1962 il héberge des rapatriés d’Algérie pendant quelques mois avant d'être revendu à Bernard en 1952, et retomber dans l’abandon.
En 1969, la commune s’inquiète de ce voisinage et projette un lotissement de 150 villas sur 134 Ha. Vers 1980, achat par le commissaire-priseur Jayet, qui demande sans succès le classement à l’inventaire des monuments historiques en 1985. En 1988, « disparition » du commissaire Jayet, avec de lourdes dettes, d’où vente judiciaire de tout objet de valeur : les peintures de Lallement du XVIIIe siècle partent sans recours possibles aux USA.
En 2005 le château, en ruine, est acheté pour 800 000 € par la Sogimm (société de rénovation spécialisée). Sogimm aurait investi 1 800 €/m2 pour les travaux réalisés par C3B, filiale du groupe Vinci, et l'Atelier Royal. Après travaux de réhabilitation (durant lesquels des cheminées et peintures disparaissent) et aménagement les appartements sont vendus selon le dispositif "Monuments historiques".
En 2009, le Parc propriété du GrandLyon est mis à disposition du Syndicat Mixte des Monts d'Or pour un euro symbolique par bail emphytéotique. Le Syndicat Mixte des Monts d'Or avait désormais la responsabilité de l'entretien du parc. Durant l'été 2009 le four à pain est rénové et de nouveaux chemins de randonnée sont tracés sur le site. En cours d'année 2013, des travaux d'élagage et de déboisement permettent de dégager le long canal, que longeait une voie carrossable. En 2014, une ancienne cascade artificielle débouchant au sortir du long canal est dégagée.
En 2017, le bail emphytéotique est cassé et la Métropole de Lyon redevient gestionnaire du parc boisé. Elle confie la gestion du petit patrimoine bati et des prairies au Syndicat Mixte Plaines et Monts d'Or par convention, fait classer le peuplement d'arbres au régime forestier et confie la gestion de ce dernier à l'Office National des Forêts en 2020.
Après une inscription partielle le 1er décembre 1988 du château (façade toiture et caves voutées à croisées d'ogives) de la chapelle des deux tours isolées et de décors intérieurs, la totalité du domaine  est inscrite monument historique le 20 novembre 2007

## Architecture
L’architecte lyonnais Jean-Antoine Morand a travaillé sur le château, créant notamment la façade XVIIIe au sud.

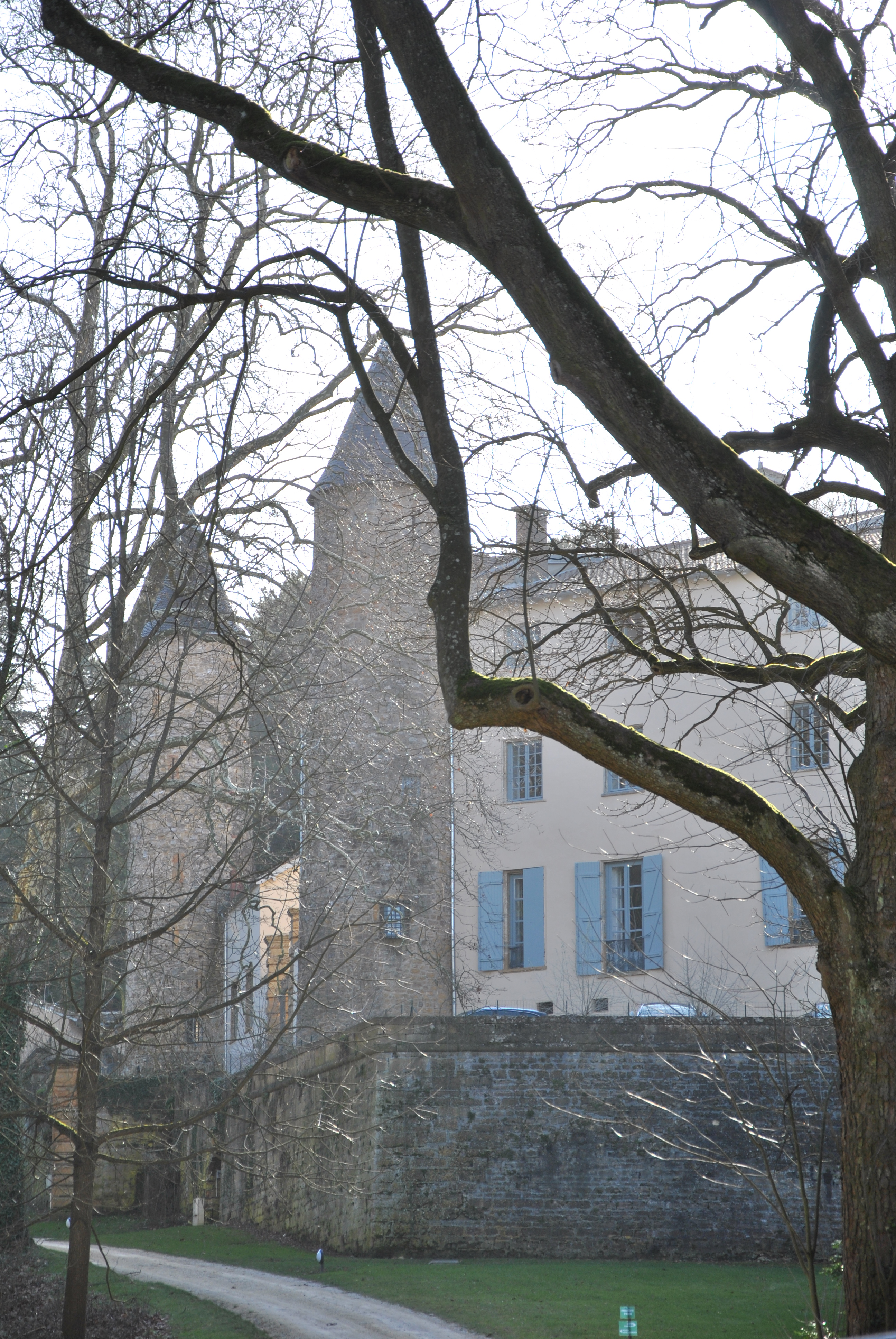
Vue Générale Château de la Trolanderie
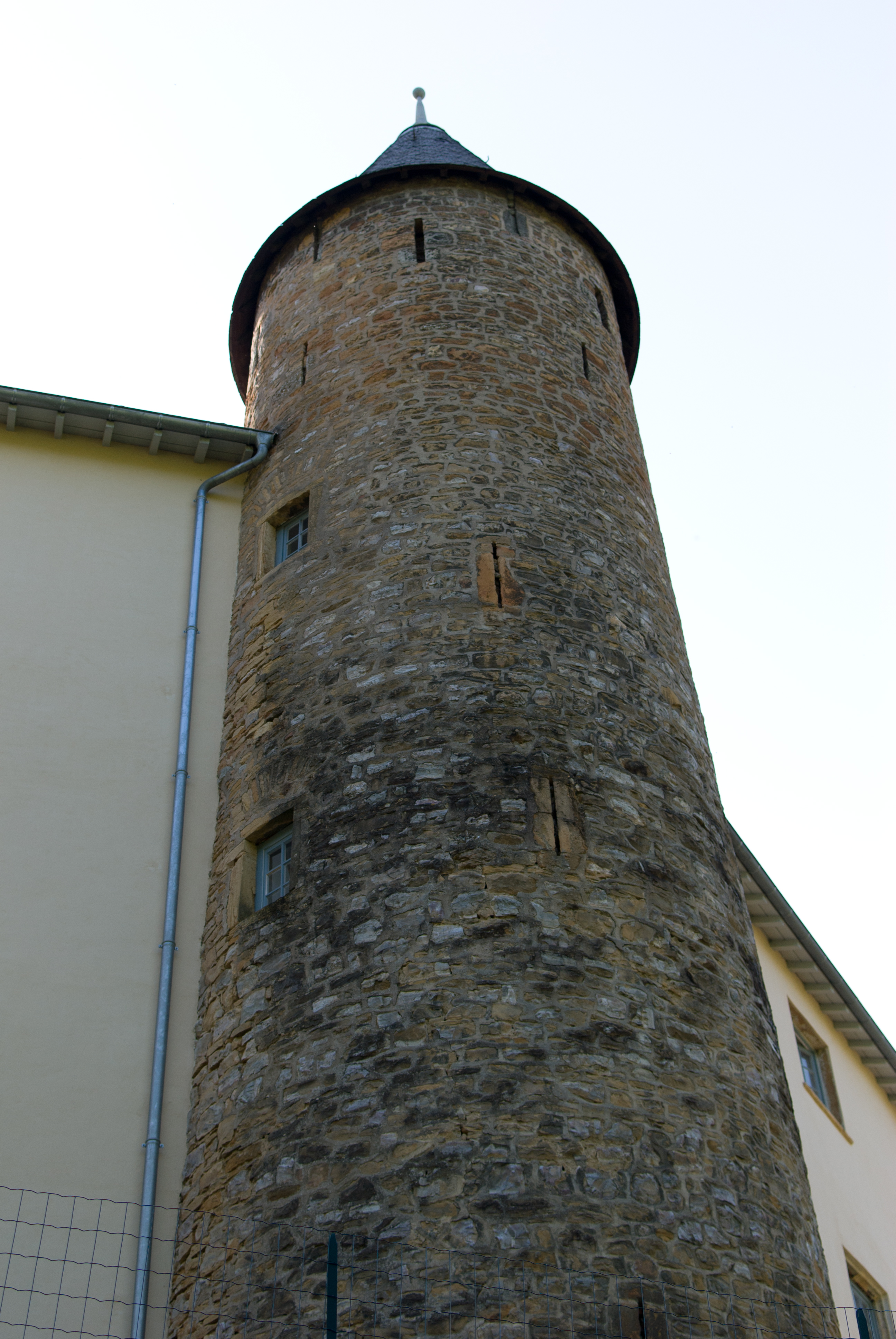
Château de la Trolanderie, tour Sud
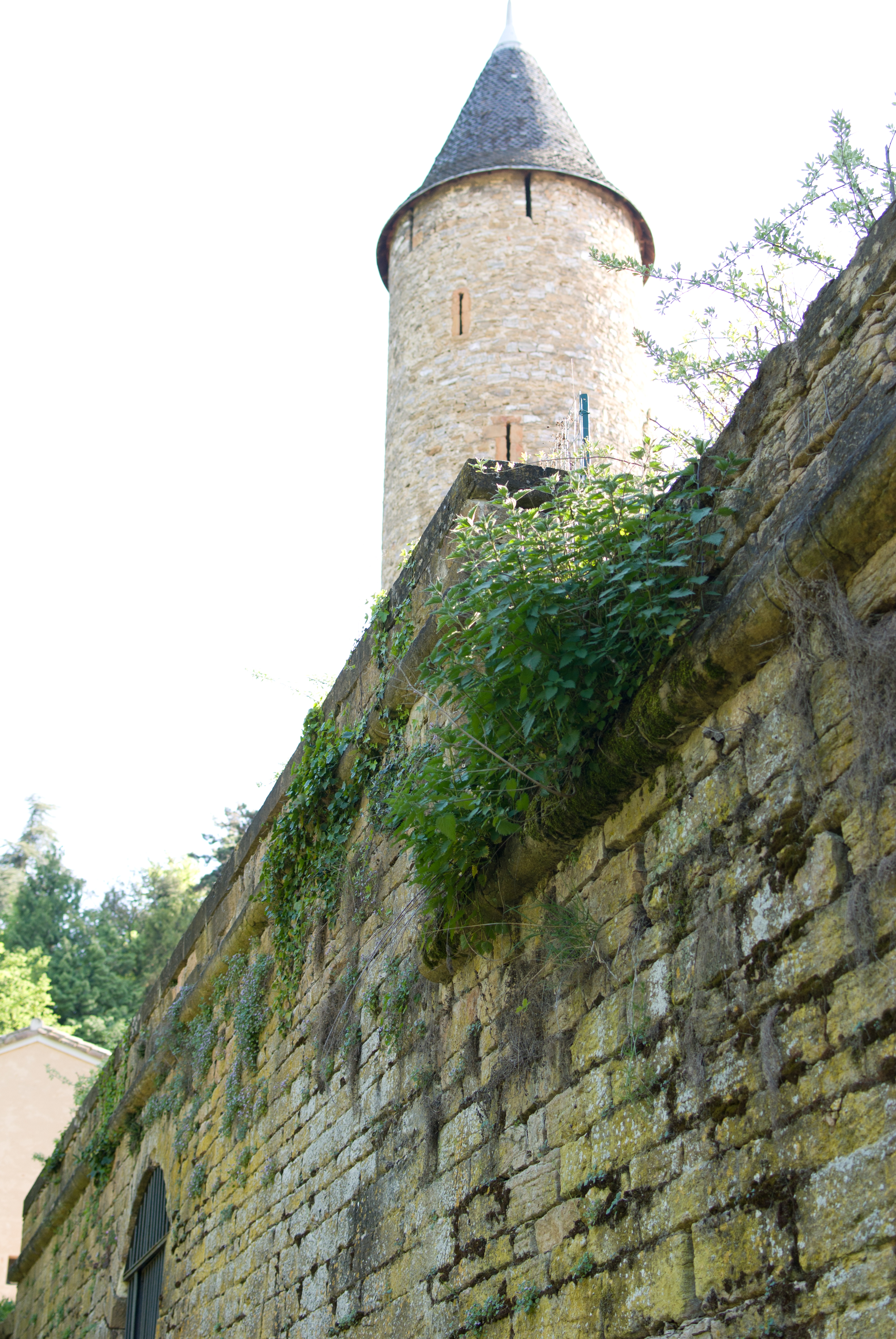
Château de la Trolanderie, tour Sud, autre vue

## Parc et jardins
Le Parc du Château de Curis est établi sur les pentes Nord du Mont Thou. C’était un parc agricole, sur 33 hectares environ, avec des vignes, des champs de céréales, des bois, des pâturages, des vergers, des terrasses, un potager et un important réseau hydraulique alimentant un grand bassin, plusieurs moulins, des fontaines…
Ce parc a connu principalement deux périodes :
Dans la moitié du XVIIIe siècle, en 1769 arrive Rose-Achallée de Francesqui elle va faire appel à  . C’est probablement lui qui dessine le jardin régulier- sans doute un potager traité de façon ornementale, avec deux bassins et dix compartiments, orné de fontaines (Morand a laissé un croquis très approchant). Quant au grand bassin juste au-dessus, surmonté d’un double alignement d’arbres, peut-être un vivier ou une réserve d’eau pour les moulins, il me semble plus ancien (depuis 1294, les eaux du Thou appartiennent au château de Curis).
Ces éléments sont bien visibles sur le « plan terrier » de 1783, et sur le tableau de Lallemand commandé en 1774 qui montre un jardin un peu idéalisé, dans le gout italien. Sur ces mêmes documents, figure un alignement d’arbres similaires à des peupliers, situés au nord du Canal. Ce n’est pas l’allée de tilleuls, qui apparait pour la 1re fois, en 1885.
Au-dessus du Canal, toujours sur le plan Terrier, est visible l’allée de cerisiers, qui conduit au portail de la Blache. Quant au jardin régulier, il ne parait déjà plus sur le plan Curieux de 1885, on lit « Pré aval ».
Fin XIXe, début XXe siècle, Germain Falcot et son épouse Jeanne-Caroline Tessier, cette dernière est héritière du domaine acheté par son père en 1886,  vont confier au paysagiste Luizet, la réalisation d’un parc romantique ou parc paysager, dans le gout de l’époque.

## Faune et flore du site
Le parc compte un très beau magnolia, et plusieurs arbres centenaires classés. Il compte des sangliers, un certain nombre d'oiseaux (geais, mésanges charbonnières, chouettes, moineaux, etc), des salamandres.

## Liens et ressources
- Article paru en p. 14 du journal Le Progrès, du 24 juin 2008
- Article paru « Un château aux multiples propriétaires » - éd. Ouest Lyonnais et Val de Saône, 11 juin 2008
- Archives municipales de la ville de Curis, "L'histoire de Curis" en 2 T. par Gabriel Pérouse, historien et enfant du pays.

- Site de la commune de Curis
- Site du syndicat mixte des Monts d'Or, notamment historique complet du château
- Site de la société de rénovation
- Descriptif des pièces enregistrés à l’inventaire des monuments historiques